# Mosxni
Mosxni (en rus: Мощный; en suec: Lövskär; en finès: Lavansaari, en estonià: Lavassaar) és una petita illa del golf de Finlàndia, a la mar Bàltica, a uns 120 km a l'oest de Sant Petersburg. Té una superfície d'uns 13,9 km² i no té habitants permanents, tret del personal dels tres fars i l'estació de radar que hi ha a l'illa.
Després de la Guerra Civil finlandesa i fins a la guerra d'hivern russofinlandesa l'illa va formar part de Finlàndia i pertanyia a la província de Viipuri.